# 全叶苦苣菜
全叶苦苣菜（学名：Sonchus transcaspicus）是菊科苦苣菜属的植物。分布在乌兹别克斯坦、中亚、印度、高加索、地中海、伊朗以及中国大陆的辽宁、吉林、青海、西藏、山西、河南、新疆、内蒙古、黑龙江、四川、云南、河北、陕西、甘肃、宁夏等地，生长于海拔200米至4,000米的地区，多生长于山坡草地、水边湿地及田边，目前尚未由人工引种栽培。